# Parti anglais
Le Parti anglais (en grec moderne : Αγγλικό Κóμμα) était un des trois premiers partis politiques créés en Grèce juste après la guerre d'indépendance, au début du règne du roi Othon. Les deux autres étaient le parti français et le parti russe. Ces partis existèrent jusqu'à la guerre de Crimée.

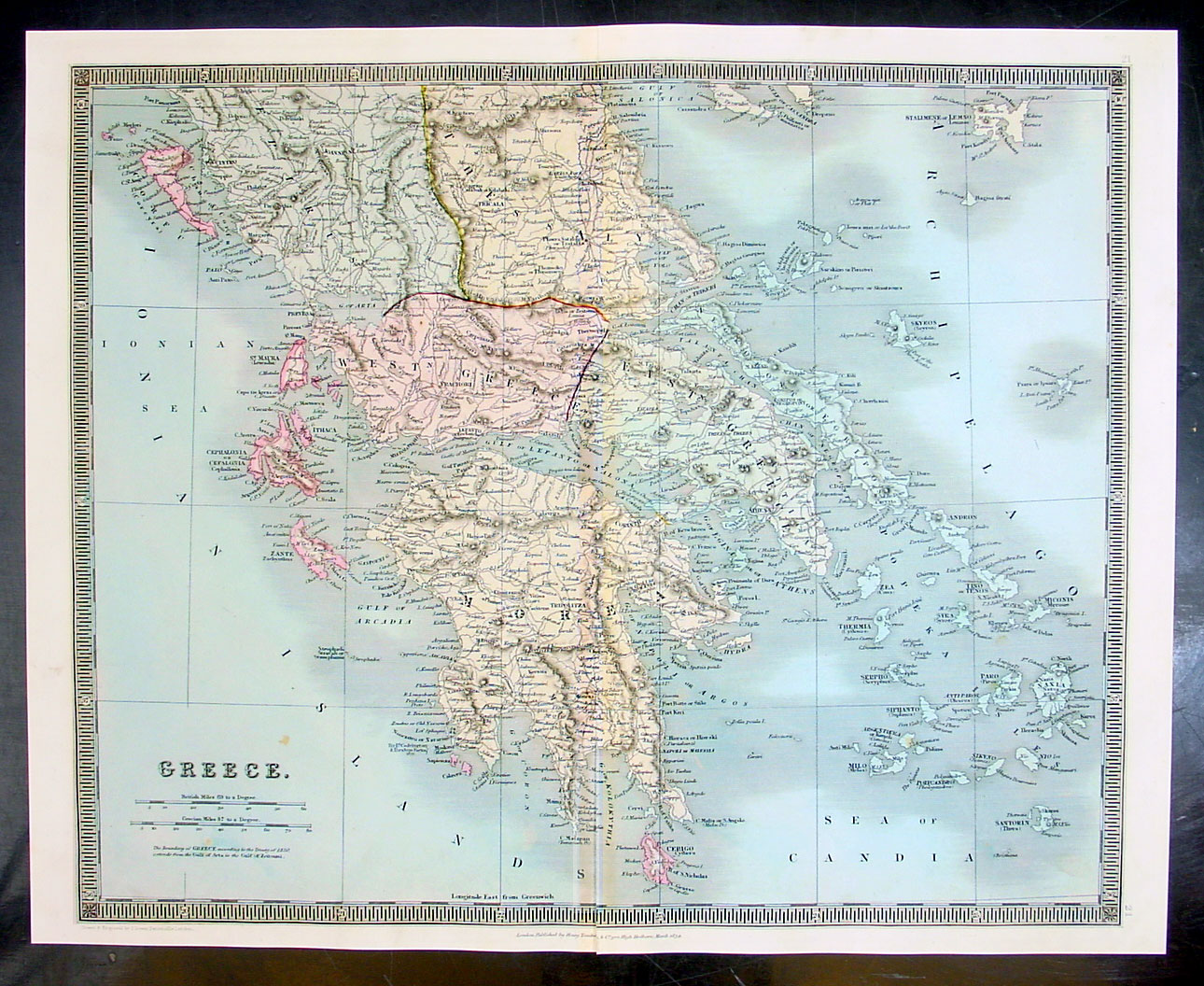
La Grèce de l'indépendance à la guerre de Crimée

## Création

### Contexte
Les noms de ces partis venaient des sympathies plus ou moins avouées de leurs membres pour l'une des trois « Puissances protectrices » : Russie, France et Angleterre. Chaque parti comptait sur l'aide de sa puissance préférée pour libérer les provinces considérées comme grecques et encore dominée par l'Empire ottoman.

La victoire finale dans la guerre avait été obtenue grâce au soutien des grandes puissances, France, Royaume-Uni et Russie, (qui devinrent ensuite « Puissances Protectrices » du jeune royaume grec) avec, entre autres, la bataille de Navarin et l'expédition française en Morée. Les Grecs ne furent cependant pas en mesure d'obtenir tout ce qu'ils voulaient lors des négociations qui suivirent la fin du conflit. Afin de ménager encore l'Empire ottoman, la Conférence de Londres de 1830 fixa les frontières du nouvel État. La Grèce devait se contenter du Péloponnèse, d'une partie de la Roumélie (la frontière allait d'Arta à l'ouest à Volos à l'est) et de quelques îles proches du continent comme Égine ou Hydra et une partie des Cyclades. 700 000 des trois millions de ceux considérés comme Grecs se retrouvaient dans le nouvel État alors que Constantinople à elle seule regroupait 200 000 Grecs. Les grands centres culturels, religieux et économiques étaient tous hors du royaume qui ne comptait aucune grande ville : les trois premières capitales (Égine, Nauplie et même Athènes) ne dépassaient pas les 5 000 habitants. La déception des patriotes grecs fut très grande. Il cherchèrent à agrandir le territoire national.

### Origine du parti anglais
Le parti anglais était le seul des trois partis politiques nés après la guerre d'indépendance à n'avoir de profondes racines en Grèce. L'arrivée de la puissance occidentale dans la région était récente. De plus, l'intérêt de Grecs pour la Grande-Bretagne n'allait pas de soi. Londres se voyait reprocher la vente de Parga à Ali Pacha, son occupation des îles ioniennes ou sa volonté de conserver à l'Empire ottoman son intégrité.
Cependant, la Grande-Bretagne avait joué un rôle important dans l'indépendance de la Grèce. L'arrivée au pouvoir de George Canning avait permis une implication plus forte du Royaume-Uni aux côtés de la Grèce insurgée : Traité de Londres (1827), bataille de Navarin et Conférence de Londres (1830).
Le Royaume-Uni était aussi un modèle politique au début du XIXe siècle. Ses institutions et son fonctionnement parlementaire faisaient l'admiration des libéraux en Europe qui cherchaient à les imiter. De plus, les membres du parti anglais considéraient que si la Grèce s'engageait dans la voie britannique politiquement  : monarchie parlementaire, libéralisme, administration honnête et économiquement, alors Londres se montrerait favorable aux revendications grecques.
Enfin, si la Grande-Bretagne cherchait à conserver intact l'Empire ottoman, c'était surtout tant qu'elle n'était pas en mesure de prendre elle-même le relais dans la région afin d'assurer la sécurité de ses voies de communication. Sinon, elle considérait que la Grèce était le successeur évident de la Porte dès que celle-ci aurait disparu. Pour cette raison, les Britanniques s'impliquèrent dans la vie politique grecque, afin de mener le pays dans la voie du progrès moral, politique et économique.

## Membres et journaux
Juste après l'assassinat de Ioánnis Kapodístrias, Andréas Zaïmis représenta le parti anglais dans le triumvirat exécutif. Le chef du parti anglais était Aléxandros Mavrokordátos. Deux journaux défendaient les idées du parti : Athéna et Elpis (L'Espoir). Il comptait parmi ses membres Georgios Koundouriotis ou Andréas Londos.
On peut aussi considérer que l'Ambassadeur du Royaume-Uni à Athènes, tel Dawkins qui fut celui qui intervint le plus, était une des personnalités principales du parti.

## Rôle dans la vie politique
Au début du règne d'Othon, lors de la « régence bavaroise », le parti anglais était dans l'opposition. Son chef, Mavrokordatos avait même été envoyé comme ambassadeur à Berlin puis Munich.